# Easy Action
Easy Action — второй студийный альбом Элиса Купера и его группы, записанный с продюсером Дэвидом Бриггсом в конце 1969 — начале 1970 года и вышедший 27 марта 1970 года на лейбле Straight Records. Заголовок альбома был заимствован из мюзикла «Вестсайдская история», одного из любимых музыкальных произведений участников группы. Стив Деморест, автор книги «Alice Cooper», назвал альбом «великим неоткрытым» альбомом Купера.

## Звучание
Барабанщик Нил Смит впоследствии так отзывался от продюсере Бриггсе (который до этого был известен сотрудничеством с Нилом Янгом): «Дэвид ненавидел — и нашу музыку, и нас самих. Помню, он по отношению к нам использовал специфический термин: psychedelic shit. На мой взгляд, Easy Action звучал очень сухо, словно какой-то рекламный радио-ролик, и Бриггс ровно ничего не внёс — ни в аранжировки, ни в песни».
Джефри Морган, автор биографии Купера, признавал, что «Бриггс сумел в чем-то улучшить звучание группы, но что-то существенное было утрачено по пути этой музыки — от студии к стерео. Шеп (Гордон) начал искать нового продюсера: который бы и по отношению к группе обладал энтузиазмом, чтобы позволить её идеям вздохнуть полной грудью, и в то же время умел бы держать её в узде, взращивая сильнейшие стороны». Таким продюсером стал Боб Эзрин, с которым группа записала третий альбом.

## Песни
- Герой и «героиня» песни «Mr and Misdemeanor» — соответственно Глен Бакстон и Элис Купер. Строчку «you can turn me off» поет не Элис, а Том Смозерс из Smothers Brothers. Упоминающийся здесь Кеннет Пасарелли — бас-гитарист Zephyr[англ.], игравший также с Томми Болином. Участники группы использовали его имя как шутку для внутреннего пользования.
- «Return of the Spiders» — песня, посвященная Джину Винсенту: группа выступила с ним на концерте в Торонто в 1969 году.

Alice Cooper — это и было «Возвращение Spiders»: так мы воспринимали себя, когда записывали Easy Action в 1969 году. Смысл песни? Одни завоевывают славу, другие не знают, как это сделать. Наши недруги не знали, как. «Return of the Spiders» — моя любимая песня альбома Easy Action.Нил Смит, май 2003
- Два трека, «Titanic Overture» (из предыдущего альбома, Pretties for You) и «Refrigerator Heaven» были включены также в семпл-альбом Straight Records под названием Zapped.

Комментарий лейбла к песням был таким: «Alice Cooper — это пятеро парней из Лос-Анджелеса… а быть может, одна женщина и четверо парней из Лос-Анджелеса. Им нравится, видите ли, держать нас в неведении относительно их сексуальной принадлежности. Решительно гротескные, они производят впечатление, видом своим — не в последнюю очередь. Если верить недавней статье в журнале Newsweek (рассказывавшей о движении dada-rock, основанном Фрэнком Заппой, их спонсором) Alice Cooper с самого начала своим сильнейшим качеством считали способность опустошать большие клубы в течение нескольких минут своего пребывания на сцене».

## Концертная поддержка
Группа дала очень мало концертов после выхода второго альбома. Один из тогдашних сет-листов выглядел так: «Sun Arise», «Mr and Misdemeanor», «Fields of Regret», «I’m Eighteen», «Levity Ball», «Is It My Body», «Nobody Likes Me», «Black Juju» (инструментальная композиция, настоящее название которой — «Lay Down and Die, Goodbye»).
«Return of the Spiders» — единственная из «старых» песен, оставшаяся в репертуаре группы после выхода альбома Love It to Death.

## Список композиций
Слова и музыка всех песен — Элис Купер, Майкл Брюс, Глен Бакстон, Деннис Данауэй, Нил Смит.
| №  | Название              | Длительность |
| -- | --------------------- | ------------ |
| 1. | «Mr. and Misdemeanor» | 3:10         |
| 2. | «Shoe Salesman»       | 2:39         |
| 3. | «Still No Air»        | 2:34         |
| 4. | «Below Your Means»    | 6:54         |

| №                   | Название                    | Длительность |
| ------------------- | --------------------------- | ------------ |
| 1.                  | «Return of the Spiders»     | 4:32         |
| 2.                  | «Laughing at Me»            | 2:16         |
| 3.                  | «Refrigerator Heaven»       | 2:01         |
| 4.                  | «Beautiful Flyaway»         | 3:01         |
| 5.                  | «Lay Down and Die, Goodbye» | 7:36         |
| Общая длительность: | Общая длительность:         | 34:43        |

## Участники записи
Список составлен по сведениям базы данных Discogs.
| Alice Cooper band: - Элис Купер — ведущий вокал - Глен Бакстон — гитара - Майкл Брюс — ритм-гитара, фортепиано, ведущий вокал (в «Below Your Means» и «Beautiful Flyaway») - Деннис Данауэй — бас-гитара - Нил Смит — ударные | Приглашённые музыканты: - Дэвид Бриггс — фортепиано (в «Shoe Salesman») Технический персонал: - Дэвид Бриггс — продюсер (Alive Productions) - Херб Коэн — исполнительный продюсер - Барри Кин — звукоинженер - Джон Уильямс — арт-директор - Лорри Салливан — фотограф |